# Vad István (labdarúgó)
Vad István (Budapest, 1953. november 5. –) magyar nemzetközi labdarúgó-játékvezető.
Polgári foglalkozása sportvezető, Budapesten lakik.

## Pályafutása

### Labdarúgóként
Igazi, vérbeli csatár volt, ezen a poszton játszott a Ferencvárosban (8 évig volt tagja az egyesületnek). A felnőtt csapatban az első mérkőzése: 1975-ben, az utolsó mérkőzése 1977-ben Párizsban volt. Az FTC felnőtt csapatában összesen 49 mérkőzésen szerepelt (19 bajnoki, 6 nemzetközi, 24 hazai díjmérkőzés). Góljainak száma: 25 (12 bajnoki, 13 egyéb). Magyar Népköztársasági Kupa-győztes 1976-ban. A Ferencvárost követően játszott Csepelen, ahol nem sok szerepet kapott, majd leigazolta a Volán SC, egy év után nem tartottak rá igényt. Hódmezővásárhelyre került, az NB II-es csapathoz, edzőcsere és máris a területi DÉLÉP SC csapatába találta magát. A labdarúgást 33 esztendősen Rákoscsabán a 22. Volán SC egyesületben fejezte be.
| Időpont           | Helyszín                 | Mérkőzés típusa                   | Mérkőzés                   | Eredmény |
| ----------------- | ------------------------ | --------------------------------- | -------------------------- | -------- |
| 1975. március 12. | Vasutas Stadion, Miskolc | első NB. I-es bajnoki találkozója | Miskolci VSC–Ferencváros   | 1 : 1    |
| 1977. június 23.  | Központi Stadion, Párizs | kupamérkőzés                      | RSC Anderlecht–Ferencváros | 4 : 1    |

### Labdarúgó-játékvezetőként

#### Nemzeti játékvezetés
Az általánosan elfogadott nézet szerint - a sporttörténelem igazolja ezt a téves állítást - igazán csak az lehet kiváló játékvezető, aki maga is rúgta a labdát, ismeri a játékosok minden csíntevését. Labdarúgó pályafutásának végén, a budapesti XIII. kerületi Labdarúgó-szövetség Játékvezetői Bizottságánál, Kürti Imre, Lovász László, Sipos Sándor vizsgabizottság előtt tett játékvezetői vizsgát. Hamarosan felkerült a Budapesti Labdarúgó-szövetség Játékvezetői Bizottságához, ahol a ranglétrán gyorsan lépkedett előre. NB. III-as, rövidesen országos utánpótlás besorolást kapott, majd az országos keretben NB. II-es mérkőzések vezetésével bízták meg. Az első osztályban 1990-től tevékenykedett, 1998-ban búcsúzott a nemzeti játékvezetéstől. "Örök fájdalma maradt", hogy nem vezethetett mérkőzést a Ferencvárosnak. A játékvezetők Etikai Szabályai nem engedik, hogy a játékvezető élesben annak a csapatnak vezessen mérkőzést, ahol maga is játszott - barátságos vagy edzőmérkőzése vezetése azonban nem tiltott. Első ligás mérkőzéseinek száma: 106.
| Időpont | Helyszín                 | Mérkőzés típusa           | Mérkőzés                       | Eredmény |
| ------- | ------------------------ | ------------------------- | ------------------------------ | -------- |
| 1990.   | Központi Stadion, Szeged | első NB, I-es találkozó   | Szeged SC–Békéscsabai Előre FC | 2 : 1    |
| 1998.   | Központi Stadion, Siófok | utolsó NB, I-es találkozó | BFC Siófok–Gázszer FC          | 2 : 2    |

#### Nemzetközi játékvezetés
A Magyar Labdarúgó-szövetség Játékvezető Bizottsága (JB) 1991-ben terjesztette fel nemzetközi játékvezetőnek, a Nemzetközi Labdarúgó-szövetség (FIFA) bíróinak keretébe. 38 évesen vezethette első nemzetközi mérkőzését. Pályafutása alatt UEFA KEK, Intertotó Kupa és nemzetek közötti válogatott mérkőzéseket vezetett. Az MLSZ JB nemzetközi kapcsolatának eredményeként 1993-ban Hartmann Lajos társaságában meghívást kapott Katarba a nemzeti bajnokságban működő csapatok összecsapásainak irányítására. 10 mérkőzésen vezetőbíróként, 7 találkozón pedig egyes számú partbíróként tevékenykedett. A magyar nemzetközi játékvezetők rangsorában, a világbajnokság-Európa-bajnokság sorrendjében többedmagával a 20. helyet foglalja el 1 találkozó szolgálatával. Az aktív nemzetközi játékvezetéstől 1998-ban egészségi okok miatt búcsúzott. Válogatott mérkőzéseinek száma: 2.

##### Európa-bajnokság
Az európai-labdarúgó torna döntőjéhez vezető úton Angliába a X., az 1996-os labdarúgó-Európa-bajnokságra az UEFA JB játékvezetőként foglalkoztatta.
| Időpont           | Helyszín                     | Mérkőzés típusa           | Mérkőzés      | Eredmény | Nézők száma |
| ----------------- | ---------------------------- | ------------------------- | ------------- | -------- | ----------- |
| 1994. október 12. | Republican Stadion, Chişinău | előselejtező (7. csoport) | Moldova–Wales | 3 : 2    | 12 000      |

## Sportvezetőként
1990-1998 között Budapesti Labdarúgó-szövetség (BLSZ) főtitkára, majd az Magyar Labdarúgó-szövetség (MLSZ) munkatársa.

## Sportcsaládi kapcsolata
A mama a (akkor még) Testnevelési Főiskola tanáraként a labdarúgók oktatásáért volt felelős személy. Az apa, id. Vad István az aktív labdarúgást befejezve rendszeresen megnézte fiát a serdülő, majd az ifjúsági derbiken, a játékok végén indult saját mérkőzésének dirigálására, tudni illik, ő akkoriban a budapesti (megyei) bajnokságban bíráskodott. A fiú, Vad István, gyorsan végigjárva a játékvezetői szamárlétrát, hamarosan a FIFA nemzetközi játékvezetői karának tagja lett. Az unoka, a fiú, Vad II. István az idő múlásával maga is, a FIFA  nemzetközi játékvezetői karának tagjai közé emelkedett. A másik unoka, a lány, Vad Anita testvérének hazai- és nemzetközi játékvezetői sikerein felbuzdulva, fiatal felnőttként maga is a játékvezetői vizsgát tett. Határozottan kijelenthetjük, hogy a játékvezetői sportpályafutások során ritkaságszámba megy, hogy egy családból három - id. Vad István, ifj. Vad István, Vad Anita - FIFA minősítésű játékvezető nevelődjön ki. Európában, de talán a világon is különleges esemény, hogy a nagyapa, az apa, a fiú (unoka) és a lány (unoka) is játékvezetésre adja a fejét.

## Külső hivatkozások
- Vad István. World Referee. (Hozzáférés: 2012. április 9.)[halott link]
- Vad István. footballdatabase.eu. (Hozzáférés: 2012. április 9.)
- Vad István. eu-football.info. (Hozzáférés: 2012. április 9.)
- Vad István . focibiro.hu (Hozzáférés: 2020. július 4.)